# ازال (یمن)
 أزال  دهستانی از توابع استان عَمران در کشور یمن و در شبه جزیره عربستان واقع می‌باشد. دهستانی در ناحیهٔ (الرُظمَة) در قصبهٔ یریم واقع شده‌است. مؤرخ الحُجری می‌گوید: 
- أزال  (الأجلب) محل سکونت بنو الفرح.
- أزال  الأکبر در عزلهٔ (بنی مخلاف) عمار الشعر.

همچنین آثار قلعهٔ بزرگی در ضلع شمالی روستا وجود دارد که به (قلعهٔ أزال) مشهور است. آثار وبقایا سنگ نبشته‌ای دوران ملوک حمیر در روستا یده می‌شود.

## جمعیت
در حدود ۴۸۹۴ نفر جمعیت دارد.
أزال نام قدین شهر صنعاء بوده‌است در دوران قدیم، نسبتاً به أزال بن یقطن بن عامر بن شالخ بن ارفخشد.
دور تا درو روستا جنگلهایی اطاحه نموده‌است و آب وهوای خوب ولطیفی دارد.

## منبع
- المقحفی، ابراهیم، احمد ، (مُعجَم المُدُن وَالقَبائِل الیَمَنِیَة) ، منشورات دار الحکمة، صنعاء، چاپ پنجم، وانتشار سال ۱۹۸۵ میلادی به (عربی).